# Los Caños de Santa Rita
Los Caños de Santa Rita är en ort i Mexiko.   Den ligger i kommunen Veracruz och delstaten Veracruz, i den sydöstra delen av landet, 300 km öster om huvudstaden Mexico City. Los Caños de Santa Rita ligger 32 meter över havet och antalet invånare är 236.
Terrängen runt Los Caños de Santa Rita är platt. Runt Los Caños de Santa Rita är det ganska tätbefolkat, med 172 invånare per kvadratkilometer. Närmaste större samhälle är Veracruz, 13,9 km öster om Los Caños de Santa Rita. Trakten runt Los Caños de Santa Rita består till största delen av jordbruksmark.